# Willie Banks
William ("Willie") Augustus Banks III (* 11. března 1956, Travis Air Force Base, Kalifornie) je bývalý americký atlet, jehož specializací byl trojskok.
V roce 1983 vybojoval v Helsinkách na prvním ročníku MS v atletice výkonem 17,18 m stříbrnou medaili. O čtyři roky později neprošel na světovém šampionátu v Římě kvalifikací. Dvakrát reprezentoval na letních olympijských hrách (Los Angeles 1984, Soul 1988) a dvakrát obsadil ve finále 6. místo. Mezi jeho úspěchy patří také dvě stříbrné medaile z Panamerických her (San Juan 1979, Indianapolis 1987).

## Osobní rekordy
16. června 1985 posunul hodnotu světového rekordu na 17,97 metru. Po téměř deseti letech vylepšil tehdejší rekord, který držel Brazilec João Carlos de Oliveira výkonem 17,89 m. Z prvního místa historických tabulek Bankse sesadil 18. července 1995 Brit Jonathan Edwards výkonem 17,98 m. 7. srpna téhož roku však jako první překonal v Göteborgu osmnáctimetrovou hranici (18,29 m).
- trojskok (hala) – 17,41 m – 19. února 1982, San Diego[4]
- trojskok (venku) – 17,97 m – 16. června 1985, Indianapolis